# Liste der Bodendenkmäler in Wörth (Landkreis Erding)
Auf dieser Seite sind die Bodendenkmäler in der oberbayerischen Gemeinde Wörth zusammengestellt. Diese Tabelle ist eine Teilliste der Liste der Bodendenkmäler in Bayern. Grundlage ist die Bayerische Denkmalliste, die auf Basis des Bayerischen Denkmalschutzgesetzes vom 1. Oktober 1973 erstmals erstellt wurde und seither durch das Bayerische Landesamt für Denkmalpflege geführt wird. Die folgenden Angaben ersetzen nicht die rechtsverbindliche Auskunft der Denkmalschutzbehörde.

## Bodendenkmäler der Gemeinde Wörth

### Bodendenkmäler in der Gemarkung Oberneuching
| Lage                    | Objekt                                          | Akten-Nr.     | Bild |
| ----------------------- | ----------------------------------------------- | ------------- | ---- |
| Oberneuching (Standort) | Verebnete Viereckschanze der späten Latènezeit. | D-1-7737-0347 |      |

### Bodendenkmäler in der Gemarkung Ottenhofen
| Lage                  | Objekt                                                                                              | Akten-Nr.     | Bild |
| --------------------- | --------------------------------------------------------------------------------------------------- | ------------- | ---- |
| Ottenhofen (Standort) | Viereckschanze der späten Latènezeit.                                                               | D-1-7737-0043 |      |
| Ottenhofen (Standort) | Siedlung vorgeschichtlicher Zeitstellung, unter anderem des Neolithikums und der späten Latènezeit. | D-1-7737-0344 |      |

### Bodendenkmäler in der Gemarkung Pastetten
| Lage                 | Objekt                                              | Akten-Nr.     | Bild |
| -------------------- | --------------------------------------------------- | ------------- | ---- |
| Pastetten (Standort) | Siedlung vor- und frühgeschichtlicher Zeitstellung. | D-1-7737-0229 |      |

### Bodendenkmäler in der Gemarkung Wörth
| Lage             | Objekt | Akten-Nr.     | Bild |
| ---------------- | --- | ------------- | ---- |
| Wörth (Standort) | Mehrfachschanze der späten Latènezeit. | D-1-7737-0055 |      |
| Wörth (Standort) | Siedlung der späten Latènezeit. | D-1-7737-0057 |      |
| Wörth (Standort) | Siedlung vor- und frühgeschichtlicher Zeitstellung. | D-1-7737-0060 |      |
| Wörth (Standort) | Verebnete Viereckschanze der späten Latènezeit. | D-1-7737-0061 |      |
| Wörth (Standort) | Verebnete Viereckschanze der späten Latènezeit mit Annexgräben. | D-1-7737-0062 |      |
| Wörth (Standort) | Verebnete Viereckschanze der späten Latènezeit. | D-1-7737-0066 |      |
| Wörth (Standort) | Verebnete Grabhügel vorgeschichtlicher Zeitstellung. | D-1-7737-0068 |      |
| Wörth (Standort) | Siedlung vor- und frühgeschichtlicher Zeitstellung. | D-1-7737-0070 |      |
| Wörth (Standort) | Verebnete Grabhügel vorgeschichtlicher Zeitstellung. | D-1-7737-0125 |      |
| Wörth (Standort) | Niederungsburgstall des hohen Mittelalters. | D-1-7737-0165 |      |
| Wörth (Standort) | Grabenwerk und Siedlung vorgeschichtlicher Zeitstellung. | D-1-7737-0194 |      |
| Wörth (Standort) | Verebnete Grabhügel vorgeschichtlicher Zeitstellung. | D-1-7737-0230 |      |
| Wörth (Standort) | Verebnete Grabhügel vorgeschichtlicher Zeitstellung. | D-1-7737-0231 |      |
| Wörth (Standort) | Untertägige mittelalterliche und frühneuzeitliche Befunde und Funde im Bereich der katholischen Kirche St. Petrus von Wörth und ihrer Vorgängerbauten.                         | D-1-7737-0232 |      |
| Wörth (Standort) | Untertägige mittelalterliche und frühneuzeitliche Befunde und Funde im Bereich der katholischen Filialkirche St. Martin von Sonnendorf und ihrer Vorgängerbauten.              | D-1-7737-0235 |      |
| Wörth (Standort) | Untertägige mittelalterliche und frühneuzeitliche Befunde und Funde im Bereich der katholischen Filialkirche Zu unserer Lieben Frau von Kirchötting und ihrer Vorgängerbauten. | D-1-7737-0237 |      |
| Wörth (Standort) | Untertägige mittelalterliche und frühneuzeitliche Befunde und Funde im Bereich der katholischen Filialkirche St. Bartholomäus von Hörlkofen.                                   | D-1-7737-0239 |      |
| Wörth (Standort) | Untertägige spätmittelalterliche und frühneuzeitliche Befunde und Funde im Bereich der katholischen Filialkirche St. Urbanus von Wifling.                                      | D-1-7737-0244 |      |
| Wörth (Standort) | Untertägige frühneuzeitliche Befunde und Funde im Bereich der katholischen Wallfahrtskapelle St. Kolomann.                                                                     | D-1-7737-0245 |      |
| Wörth (Standort) | Siedlung der mittleren und späten Latènezeit. | D-1-7737-0333 |      |
| Wörth (Standort) | Siedlung vorgeschichtlicher Zeitstellung. | D-1-7737-0334 |      |
| Wörth (Standort) | Siedlung der jüngeren Latènezeit. | D-1-7737-0345 |      |
| Wörth (Standort) | Siedlung der mittleren und späten Latènezeit. | D-1-7737-0369 |      |
| Wörth (Standort) | Siedlung vorgeschichtlicher Zeitstellung. | D-1-7737-0370 |      |